# Gralen Bryant Banks
Gralen Bryant Banks ist ein US-amerikanischer Schauspieler.

## Leben
Seine erste Rolle hatte Bryant Banks 2008 in Who Do You Love. Nach einigen Episodenrollen in Fernsehserien folgten ab 2011 Besetzungen in Fernsehfilmen, Low-Budget-Filmen und B-Movies wie Arachnoquake oder Ghost Horror House – The Leroux Spirit Massacre. Er war aber auch in Blockbustern wie Oldboy im Jahr 2013 zu sehen.
Von 2018 bis 2019 hatte er in der Fernsehserie Marvel’s Cloak & Dagger die Rolle des Choo Choo Broussard inne. Bereits 2013 verkörperte er in der Parodie Die Pute von Panem – The Starving Games mit der Rolle des Nick Fury einen Charakter aus dem Marvel-Universum.
2018 hatte er im Videospiel Red Dead Redemption 2 eine Sprecherrolle.
In den Filmen, in denen er mitwirkt, wird er als Gralen Bryant Banks, Gralen Banks, Graylen Banks oder Gralen Bryant aufgeführt.

## Filmografie
- 2008: Who Do You Love
- 2010: Memphis Beat (Fernsehserie, Episode 1x02)
- 2010–2012: Treme (Fernsehserie, 10 Episoden, verschiedene Rollen und Sprecherrollen)
- 2011: Never Back Down 2: The Beatdown
- 2011: Killer Joe
- 2012: Woman Thou Art Loosed: On the 7th Day
- 2012: The Philly Kid – Never Back Down (The Philly Kid)
- 2012: Arachnoquake (Fernsehfilm)
- 2012: Ghost Horror House – The Leroux Spirit Massacre (American Horror House) (Fernsehfilm)
- 2013: Red Bean Monday (Kurzfilm)
- 2013: Paradise
- 2013: Die Pute von Panem – The Starving Games (The Starving Games)
- 2013: Bering Sea Beast (Fernsehfilm)
- 2013: Oldboy
- 2014: Status: Unknown (Fernsehfilm)
- 2015: Pitch Perfect 2
- 2015: Impact Earth
- 2015: Does God Hear Robots Pray? (Kurzfilm)
- 2015: Navy CIS: New Orleans (Fernsehserie, Episode 1x21)
- 2016: Queen Sugar (Fernsehserie, Episode 1x02)
- 2017: Barry Seal: Only in America (American Made)
- 2018: Benji
- 2018: Green Book – Eine besondere Freundschaft (Green Book)
- 2018–2019: Marvel’s Cloak & Dagger (Fernsehserie, 4 Episoden)
- 2019: Filthy Rich (Mini-Fernsehserie, Episode 1x09)
- 2019: Wie Jodi über sich hinauswuchs (Tall Girl)
- 2019: Eine wie Alaska (Mini-Fernsehserie, Episode 1x03)
- 2019: Navy CIS: New Orleans (Fernsehserie, Episode 6x05)
- 2019: Queen & Slim
- 2020: The Banker
- 2020: Die Turteltauben
- 2023: Krieg der Bestatter (The Burial)
- 2024: Nickel Boys